# Степное (Спасский район)
В Приморье в Михайловском районе тоже есть село Степное.
В Приморье в Уссурийском городском округе тоже есть село Степное.
Степно́е — село в Спасском районе Приморского края. Входит в состав Спасского сельского поселения.

## География
Село Степное стоит в пойме озера Ханка, до берега около 8 км, до левого берега реки Спасовка около 6 км.
Дорога к селу Степное идёт на северо-запад от села Спасское. Расстояние до города Спасск-Дальний около 12 км.
От села Степное на север идёт дорога к сёлам Гайворон и Сосновка, на северо-запад — к сёлам Луговое, Новосельское и Лебединое.

## Население
| 1959 | 1970 | 1979 | 2002 | 2010 |
| ---- | ---- | ---- | ---- | ---- |
| 300  | ↗500 | ↗624 | ↘568 | ↘476 |

## Улицы
| - ул. Восточная, - ул. Дорожная, - ул. Западная, - ул. Зелёная, | - ул. Полевая, - ул. Совхозная, - ул. Спасская, - ул. Степная, | - ул. Строительная, - ул. Ханкайская, - ул. Центральная, - ул. Школьная. |

## Экономика
Сельскохозяйственные предприятия Спасского района, рисоводство.